# Gen Meredith
Gen Meredith (25 de febrero de 1976) es una deportista canadiense que compitió en remo. Ganó una medalla de plata en el Campeonato Mundial de Remo de 2004, en la prueba de cuatro scull ligero.

## Palmarés internacional
| Campeonato Mundial | Campeonato Mundial | Campeonato Mundial | Campeonato Mundial  |
| Año                | Lugar              | Medalla            | Prueba              |
| ------------------ | ------------------ | ------------------ | ------------------- |
| 2004               | Bañolas (España)   | Medalla de plata   | Cuatro scull ligero |